# Beta (finans)
Beta är inom finans ett värde på hur en portföljs avkastning beror på den totala finansiella marknaden.
Om en tillgång har ett betavärde på 0 innebär det att dess pris inte är korrelerat med marknaden, alltså att tillgången är oberoende av marknaden som helhet. Ett positivt beta betyder att tillgången tenderar att röra sig åt samma håll som marknaden, medan ett negativt beta innebär att tillgången tenderar att stiga då marknaden sjunker och vice versa.
Betakoefficienten är en viktig parameter i Capital asset pricing model, CAPM. Den anger hur mycket av en tillgångs varians som inte kan reduceras med hjälp av diversifiering. För en enstaka aktie kan beta beräknas med hjälp av linjär regression gentemot ett aktieindex. Teoretiskt sett bör ett sådant index återspegla alla tillgångar som det går att handla med på alla marknader världen över, men i praktiken nöjer man sig med att använda ett stort index såsom Standard and Poor's 500.

## Definition
Den matematiska formeln för beta är
{\displaystyle \beta _{a}={\frac {\mathrm {Cov} (r_{a},r_{p})}{\mathrm {Var} (r_{p})}}} ,
där {\displaystyle r_{a}} är avkastningen för tillgång {\displaystyle a}, {\displaystyle r_{p}} referensportföljens avkastning, och {\displaystyle \mathrm {Cov} (r_{a},r_{p})} är kovariansen mellan avkastningarna. I CAPM är referensportföljen lika med marknadsportföljen av samtliga riskbelagda tillgångar, och {\displaystyle r_{p}}-termerna skrivs då hellre {\displaystyle r_{m}}, marknadens avkastning.